# Emmanuel de Blommaert
Emmanuel Hadelin de Blommaert de Soye (Blicquy, 15 de octubre de 1875-Mazy, 12 de abril de 1944) fue un jinete belga que compitió en la modalidad de salto ecuestre. Participó en dos Juegos Olímpicos de Verano en los años 1912 y 1920, obteniendo una medalla de bronce en Estocolmo 1912 en la prueba individual.

## Palmarés internacional
| Juegos Olímpicos | Juegos Olímpicos   | Juegos Olímpicos  | Juegos Olímpicos |
| Año              | Lugar              | Medalla           | Categoría        |
| ---------------- | ------------------ | ----------------- | ---------------- |
| 1912             | Estocolmo (Suecia) | Medalla de bronce | Individual       |